# НАМИ
Государственный научный центр Российской Федерации Федеральное государственное унитарное предприятие «Центра́льный нау́чно-иссле́довательский автомоби́льный и автомото́рный институ́т „НАМИ“» (ГНЦ РФ ФГУП «НАМИ») — ведущая научная организация Российской Федерации в области развития автомобилестроения.
Институт награждён орденом Трудового Красного Знамени.

## История
Научный автомоторный институт (НАМИ) был образован 14 марта 1920 года на базе Научной автомобильной лаборатории (НАЛ) при научно-техническом отделе ВСНХ, которая была создана 16 октября 1918 года. С 1924 года институт санкционировал закупки импортной автомобильной техники. К 1927 году был разработан первый самостоятельный автомобиль НАМИ-1 (первый легковой автомобиль в Союзе ССР).
В 1930-е годы институт стал ведущим конструкторским подразделением советской автомобильной промышленности. В это время были разработаны и запущены в производство первые советские троллейбусы, созданы несколько моделей тракторов и грузовых автомобилей. Для нужд РККА активно разрабатывались полугусеничные модели, бронеавтомобили.
С 1931 года по 1946 год носил название Научный автотракторный институт (НАТИ).
В начале 1946 года в связи с передачей тракторной промышленности в ведение Министерства сельскохозяйственного машиностроения НАТИ был разделён на две части. Автомобильная часть осталась в ведении Минавтопрома и была преобразована в Научно-исследовательский автомобильный и автомоторный институт (НАМИ). Тракторная часть передана Минсельхозмашу, и на её базе организован союзный Научно-исследовательский тракторный институт (НАТИ).
В институте было сконструировано несколько двигателей, послуживших основой для серийных моделей. Однако многие перспективные конструкторские решения не могли быть быстро освоены советской промышленностью. Например, разработки переднего привода в НАМИ начались в 1966—1967 годах, а первый переднеприводной автомобиль массово начал выпускаться в СССР только в 1980-е годы. В тот же период начались и разработки автоматической коробки передач для легковых автомобилей.
Учёные и конструкторы института активно участвовали в создании, испытаниях и запуске в производство практически всех советских автомобилей, ряда двигателей и тракторов.
В 1994 году институт НАМИ получил статус Государственного научного центра Российской Федерации.
В 2003 году Федеральное агентство по техническому регулированию и метрологии России аккредитовало НАМИ в качестве Испытательного центра продукции автомобилестроения (ИЦАИ), который стал являться технической службой с правом проведения испытаний по Правилам ЕЭК ООН.
НАМИ является представителем Российской Федерации в Техническом комитете 22 «Дорожный транспорт» Международной организации по стандартизации (ISO).
В 2014 году НАМИ приобрёл за 1 евро у группы ОНЭКСИМ технологии, конструкторскую документацию и исключительные права на ноу-хау по разработке кузова и шасси гибридного автомобиля «Ё-мобиль».
13 июня 2023 года НАМИ заключил сделку по приобретению 100% долей расположенного в Самарской области ООО «Роберт Бош Самара», занимавшегося производством систем рулевого управления, антиблокировочной системы (ABS) и системы динамической стабилизации (ESP).
23 февраля 2024 года НАМИ и его дочерние структуры были включены в блокирующий санкционный список США.

## Полигон
В 1964 году при институте был организован испытательный полигон (Научный испытательный центр автомобильной и мотоциклетной техники, НИЦИАМТ), расположенный неподалёку от Дмитрова. Сейчас это подразделение носит название Научно-исследовательский центр по испытаниям и доводке автомототехники ФГУП «НАМИ» (НИЦИАМТ ФГУП «НАМИ»).

## Издания
С 1923 года институт начал выпускать «Бюллетень Научно-автомоторного института». В настоящее время сборник «Труды НАМИ» включён в перечень изданий, рекомендованных Высшей аттестационной комиссией (ВАК), для публикаций материалов диссертаций.

## Разработки

### Проекты 1920-х — 1930-х годов
- НАМИ-1
- НАТИ-2
- НАТИ-3
- ГАЗ-ВМ (НАТИ-ВМ)

### Проекты 1940-х годов — н. в.
За исключением 1920—1930-х годов, НАМИ производила только разработку концепт-каров:
- 1944 — НАМИ-253 «УльЗИС»
- 1948 — ГАЗ-НАМИ «Победа»
- 1948 —1951 — НАМИ-ЛАЗ-750/751
- 1949 — НАМИ-012/018
- 1949—1953 — НАМИ-013
- 1955—1956 — ИМЗ-НАМИ-050 «Белка»
- 1957 — НАМИ-031
- 1958 — НАМИ-049 «Огонёк»
- 1958 — НАМИ-055
- 1959 — Турбо-НАМИ-053
- 1960 — НАМИ-С-3/С-3М
- 1961 — НАМИ-032С
- 1961 — НАМИ-032М
- 1961—1964 — НАМИ-076 «Ермак»
- 1962 — СМЗ-НАМИ-086 «Спутник»
- 1964—1966 — НАМИ-0107
- 1965 — НАМИ-0106
- 1965(?) — НАМИ-049А «Целина»
- 1966—1968 — НАМИ-076М «Ермак»
- 1967 — НАМИ-0107Б
- 1968 — НАМИ-0132
- 1968 — ЛАЗ-360 (переднеприводной)
- 1968 — НАМИ-0127
- 1968 — НАМИ-0137
- 1969—1970 — НАМИ-076Л
- 1970 — НАМИ-0145
- 1971 — НАМИ-0173
- 1973—1984 — НАМИ-0157
- 1978—1993 — КрАЗ-250
- 1979—1993 — КрАЗ-260
- 1979—1982 НАМИ-0219
- 1979—1982 НАМИ-0231
- 1979—1982 НАМИ-0266
- 1979—1984 — НАМИ-РАФ
- 1985 — НАМИ-3305
- 1987 — НАМИ-0284 «Дебют»
- 1987 — НАМИ «Охта»
- 1987 — НАМИ-0286 «Тайфун»
- 1987 — НАМИ-0287
- 1988 — НАМИ «Дебют-II»
- 1988 — НАМИ-0342 «Кузя»
- 1988 — ГАЗ-3102 «Волга» (вариант модернизации)
- 1988—1990(?) — НАМИ-0288 «Компакт»
- 1988 — НАМИ-ЛуАЗ «Прото»
- 1988 — НАМИ-0290 «Апельсин»
- 1991 — НАМИ-0295 «Русь»
- 1992 — НАМИ-АР7.2
- 1992 — НАМИ-1819 «Умка»
- 1993 — НАМИ-0325 «Компакт-II»
- 1994 — НАМИ-Ода
- 1995 — ГАЗ-НАМИ 3102 «Волга-Престиж»
- 1997 — НАМИ «Гренадер»
- 2006 — НАМИ-2339
- 2006 — НАМИ-1337
- 2006 — НАМИ-1338
- 2006 — НАМИ-2338
- 2016 — КАМАЗ-1221 ШАТЛ

Предприятие участвовало в создании нового российского семейства автомобилей представительского класса «Аурус» для первых лиц государства.

## Известные сотрудники института
- Брилинг, Николай Романович
- Долматовский, Юрий Аронович
- Кобылинский, Валентин Сергеевич
- Липгарт Андрей Александрович
- Можаров, Пётр Владимирович
- Орлин, Андрей Сергеевич
- Пельцер, Александр Иванович
- Хлебников, Александр Михайлович
- Чудаков, Евгений Алексеевич
- Шарапов, Константин Андреевич
- Парфёнов, Дмитрий Викторович
- Хаинов, Геннадий Евгениевич
- Амбросенков, Алексей Прокопьевич